# أق بلاغ (مقاطعة بروجن)
أق بلاغ (بالفارسية: آق‌بلاغ) هي قرية تقع في إيران في قسم أمامزادة حمزة علي الريفي (مقاطعة بروجن). يقدر عدد سكانها بـ 696 نسمة بحسب إحصاء 2016.